# Meshech Weare
Meshech Weare (16 de junho de 1713 - 14 de janeiro de 1786) foi um fazendeiro, advogado e estadista revolucionário americano de Seabrook e Hampton Falls, Nova Hampshire. Ele atuou como o primeiro presidente de Nova Hampshire. Antes de 1784, o cargo de governador era referido como "presidente de Nova Hampshire". Ele também é chamado de "O pai de Nova Hampshire". O primeiro presidente da antiga Província de Nova Hampshire foi John Cutt.